# Бейли, Абрахам, 1-й баронет Бейли
Сэр Абрахам «Эйб» Бейли, 1-й баронет (англ. Abraham «Abe» Bailey, 1st Baronet; 6 ноября 1864, Крэдок, Капская колония, Британская империя — 10 августа 1940, Мёйзенберг, Капская провинция, Южно-Африканский Союз) — южноафриканский бизнесмен, военный деятель, крикетист, меценат. 1-й баронет Бейли (1919), рыцарь-командор ордена Святого Михаила и Святого Георгия (1911).

## Биография

### Молодость, семья, образование
Абрахам Бейли родился 6 ноября 1864 года в Крэдоке на территории британской Капской колонии. Он был единственным сыном Энн Драммонд Макьюэн и Томаса Бейли. Мать была родом из Криффа в Пертшире, Шотландия, а тогда как отец — из Китли, что в Йоркшире, Англия. В 1858 году Томас эмигрировал в Южную Африку, а в 1860 году женился на Энн. Помимо Абрахама у четы Бейли родилось три дочери — Мэри (р. 1861), Сюзанна Джанет (р. 1866) и Элис Мод (р. 1869).
Вскоре после рождения сына Томас Бейли, владевший небольшой лавкой в Крэдоке, перевёз семью в Куинстаун, где занялся ремонтом и производством телег, торговал шерстью, а позже бизнес разросся до такой степени, что он стал владельцем местной гостиницы и был одним из самых крупных торговцев спиртными напитками в городе. Впоследствии Бейли дважды избирался мэром Куинстауна, занимая этот пост в 1887—1889 годах, а с 1891 по 1897 год представлял город в качестве депутата Законодательного совета Капской колонии от Африканерского союза. За заслуги перед Куинстауном именем Бейли был назван один из городских мостов.
Мать скончалась в 1872 году, когда Абрахаму было всего восемь лет. В то время он постоянно ссорился со своим отцом, с которым находился в трудных и довольно отчуждённых отношениях. Это привело к тому, что узнав о смерти матери, Абрахам убежал из дома на несколько месяцев и провёл остаток года в голландско-говорящей семье. Там он получил возможность изучить их язык, в результате чего стал билингвом. Доброе отношение, с которым он был встречен своими друзьями-африканерами, на всю жизнь породило у Бейли симпатию к образу жизни, ценностям и культуре этих белых южноафриканцев. Между тем, антипатия, никоим образом не угасшая за последующие годы в отношениях Абрахама со своим отцом, стала направляющей силой в его жизни и даже дошло до того, что Бейли высказывал мнения и придерживался политических взглядов, кардинально отличавшихся от отцовских.
После смерти жены Томас Бейли отправил Абрахама вместе с одной из его сестер на учёбу в школу грамоты в своём родном Китли, где бы тот находился под присмотром родственников и друзей семьи. Там Абрахам несколько раз говорил своим родным и товарищам по учёбе о том, что хочет стать «членом парламента и миллионером», однако впоследствии подчёркивал, что приключения были для него важнее чем богатства. Бейли пробыл в Китли несколько лет, а затем перешёл в небольшую частную школу в Клюэре близ Виндзора. Отказавшись от предложения своего отца о поступлении в университет, он в 15 лет покинул школу и уехал в Лондон.

### Бизнес-карьера

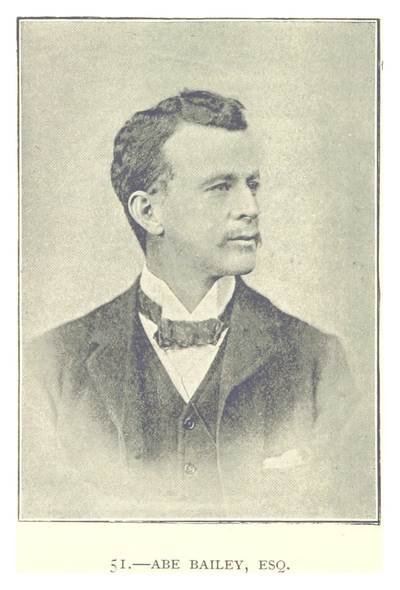
Бейли в молодости

Приехав в Лондон, Бейли устроился в текстильную фирму «Spreckley, White and Levis» на Кэннон-стрит. Компания имела хорошую репутацию в деловых кругах, специализируясь на торговле шерстью и хлопком, а также будучи одной из самых известных и старейших текстильных фирм в городе. Тем не менее, Абрахам за два года работы не увидел никакой перспективы для карьерного роста как в ней самой, так и в целом в столице Британской империи. В результате Бейли решил попробовать удачи на родине и в 1881 году в возрасте 17 лет вернулся в Южную Африку, где, как он позже говорил, на пути начинающего бизнесмена стояло меньше социальных препятствий. Вступив в отцовский бизнес, в это время он провернул свою первую важную деловую сделку. Несмотря на неодобрение отца, Бейли купил большую партию шерсти по смешной цене в 2 с половиной пенни за фунт, убедив местного банкира профинансировать это предприятие, а затем отправил продукцию в Лондон. Получив всего лишь в 19 лет прибыль в размере 31 тысячи фунтов стерлингов, Бейли не только в значительной степени увеличил благосостояние своего отца, но и проявил предприимчивую проницательность и стремление добиваться максимального успеха, которыми отличалась в дальнейшем вся его бизнес-карьера. Тогда Южная Африка значительно отставала в экономическом развитии от других владений Британской империи, в частности, уступая Австралии по производству шерсти, в результате чего Бейли захотел развивать бизнес там. Оставив Абрахама управляющим алкогольным бизнесом и вернувшись в 1885 году из поездки в Англию после 15-месячного отсутствия, отец раскритиковал его за ведение дел, однако в ходе проверки оказалось, что расширение продаж принесло доход в размере 10 тысяч фунтов стерлингов, из которых Бейли взял себе 1500 фунтов на своё, уже собственное предприятие.
Прослышав об долгожданном открытии золотоносных полей в Витватерсранде и под влиянием рассказов об огромных состояниях, сделанных на золотодобыче, Бейли решил включиться в золотую лихорадку. В 1886 году, к неудовольствию отца, 22-летний Бейли продал всё своё имущество, включая даже боксёрские перчатки, и в июле того же года вместе с двумя друзьями на повозке со 125 фунтами в кармане доехал до Кимберли, а затем прибыл в Барбертон, заполненный копателями, старателями и охотниками за удачей. Начав своё дело в довольно трудных условиях и со стартовым капиталом в размере 100 фунтов, со временем он обрёл большой успех в качестве биржевого маклера и финансового агента. Вскоре Бейли собрал состояние в 10 тысяч фунтов стерлингов, однако быстро разорился и оказался в таком тяжёлом финансовом положении, что вынужден был попросить у своего друга 10 фунтов в долг и даже обратился за помощью к отцу. Бейли снова подумывал отправиться в Австралию и даже купил билет, но вдруг согласился сыграть в матч по крикету — благодаря всего лишь одной его подаче команда Трансвааля победила Наталь, в результате чего Бейли получил чек на 100 долларов. В то же время Бейли выиграл золотую медаль (по другим данным — 100 фунтов) в цирке Филлиса, южноафриканского Барнума, за то, что проехал пять кругов по арене стоя на лошади без уздечки и седла. На полученные деньги он купил землю и продал её с большой прибылью. После создания в октябре 1886 года нового поселка под названием Йоханнесбург, скопив 4 тысячи фунтов для нового начала, Бейли принял решение навсегда уехать из Барбертона. В Йоханнесбург он прибыл в марте 1887 года, дав старт новому периоду в своей жизни, ознаменовавшемся поворотным моментом в бизнес-карьере Бейли.
Я упрямый индивидуалист и предпочитаю трудиться под своим собственным руководством, сумев прожить жизнь без бизнес-партнеров за исключением всего шести недель в 1888 году. Я никогда не боялся собственной тени, веря в принцип «Мужество — это самая надёжная мудрость», но и даже тогда, когда я проворачивал спекулятивные сделки, мое состояние постоянно колебалось то вверх, то вниз, и я не был ни в чём уверен.

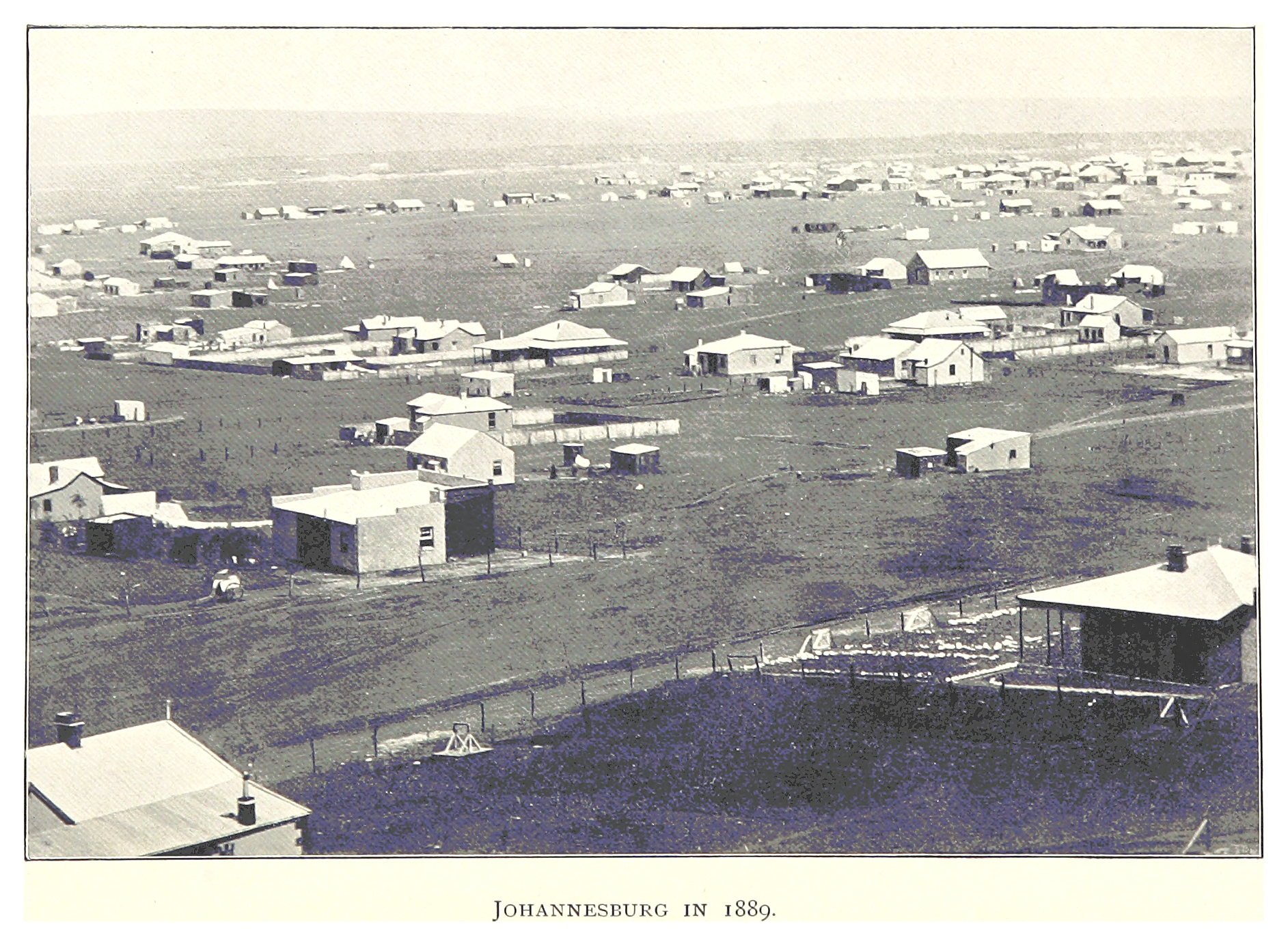
Йоханнесбург в 1889 году

В Йоханнесбурге было только одно или два кирпичных здания, а всё остальное пространство составляли жестяные лачуги, в одной из которых поначалу и жил Бейли. Он снова занялся брокерством на рынке акций и вступил в партнёрство в фирме «Peacock and Bailey», которая однако вскоре распалась. После этого Бейли стал самостоятельно вести дела и пошёл своим путем, что не нравилось другим финансистам. Впоследствии, объясняя свой успех того времени, он часто использовал две фразы: «Фондовая биржа похожа на холодную ванну — войти и быстро выйти»; «Покупайте, когда все хотят продать и продавайте, когда все хотят купить». Он всегда покупал акции по низким ценам, а продавал по высоким, ввиду чего влияние Бейли на рынки стало притчей во языцех — любые ненормальные скачки цен быстро приписывались его деятельности. Параллельно Бейли стал секретарем шахт в Клейнфонтейне, где до восьми часов вечера председательствовал на советах директоров в ожидании доклада своих инженеров, посланных на разведку месторождений в самые дальние местности. В конце концов он оставил брокерство и пост секретаря шахт, заинтересовавшись тем, на что до него никто не зарился — на заработанные 30 тысяч фунтов он занялся скупкой имущества и земельных участков, которые объединил в структуру «Transvaal Consolidated Land Company».

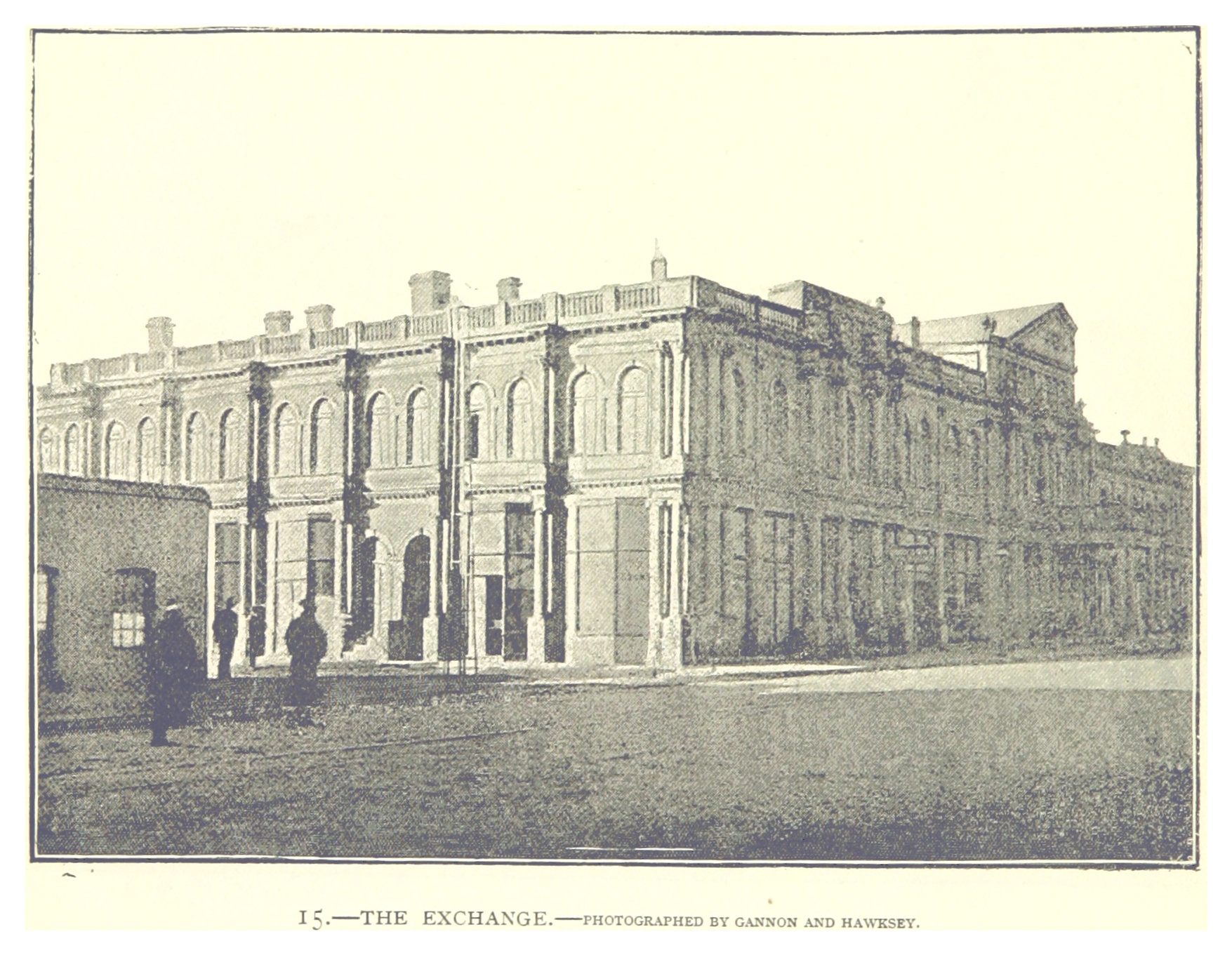
Йоханнесбургская биржа, 1893 год

Вступив в бизнес золодобычи с покупки контрольного пакета акций рудника «Пилгримс Рест», в дальнейшем Бейли передал контролировавшую её компанию «Transvaal Gold Mining Estates» под контроль «Wernher, Beit and Co.», став директором последней. В 1893 году, вместе с Альфредом и Леопольдом Ротшильдами, Германом Экстайном, Лайонелом Филлипсом, Карлом Вернером, Эрнестом Касселем, Карлом Ханау, Бейли стал одним из крупных акционеров компании «Rand Mines Ltd.», конгломерата из примерно десяти горнодобывающих компаний. Тогда же он начал вести дела и сдружился с Альфредом Бейтом и Барни Барнато. К 1894 году состояние Бейли составляло уже 100 тысяч фунтов стерлингов. Свидетельством достигнутого им авторитета и статуса может служить тот факт, что в том же году Бейли стал председателем Йоханнесбургской фондовой биржи. Планомерно скупая по дешёвке большое количество акций, к 1895 году он вошёл в состав правлений девяти горнодобывающих компаний. В 1896 году для реализации своих интересов в сфере недвижимости Бейли учредил компанию «Witwatersrand Township Estate and Finance Corporation». В 1897 году он основал ещё одну фирму, названную «South African Gold Mines», и впоследствии, несмотря на небольшой капитал, она стала обладателем больших активов, в том числе почти миллиона акций в 14 предприятиях, три из которых контролировались лично Бейли, а в чётырёх он занимал руководящие должности. В 1905 году он вступил в партнёрство с Юлиусом Йеппе, объединив все свои активы и его фирму «Jeppe and Ford Estate Co.» в структуру под названием «South African Townships, Mining and Finance Corporation». Эта компания, более известная как «группа Бейли», входила в «большую десятку» горнодобывающих компаний всего Витватерсранда, а сам Бейли, ставший одним из главных горных магнатов во всём ранде, с тех пор назывался не иначе как рандлордом. В то же время, интересы Бейли не ограничивались горнодобычей. В 1906 году он учредил фирму «Times Media Ltd.», которой подчинил приобретённые «группой Бейли» газеты «The Rand Daily Mail» и «The Sunday Times» (первая была создана в 1902 году, а вторая образована в 1906-м с участием сотрудников первой). Также Бейли задумывался о покупке газеты «The Sunday Express» у Изидора Шлезингера, другого горного магната, однако эта идея была реализована лишь спустя 15 лет после его смерти при преобразовании «Times Media» в компанию под названием «South African Associated Newspapers».

### Знакомство с Родсом, причастность к рейду Джеймсона

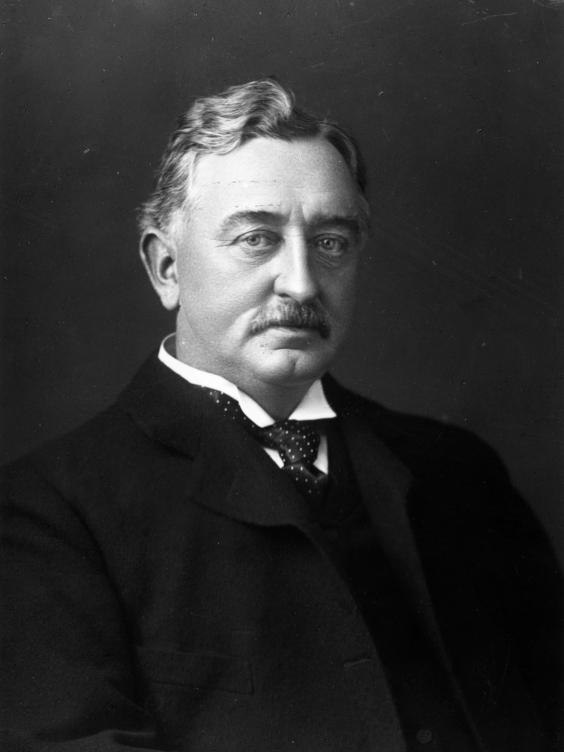
Сесил Родс

Обосновавшись в Йоханнесбурге, Бейли познакомился с премьер-министром Капской колонии Сесилом Родсом, став его другом. Бейли, как человек, проникшийся в молодые годы любовью к Англии и глубоким уважением к английскому образу жизни, попал под влияние идей Родса о предназначении англичан править миром и с энтузиазмом поддержал экспансию Британской империи в Южной Африке. Как и Родс, Бейли выступал за создание политически и экономически объединённых самоуправляющихся владений под управлением Капской колонии. После реализации плана Родса по организации Родезии, Бейли был одним из первых, кто вложил в неё большие суммы денег, а помимо этого пожертвовал 10 акров земли в дар поселенцам. Он также стал одним из крупнейших землевладельцев и собственников горнодобывающих предприятий в Родезии, записанных на компанию «London and Rhodesian Mining and Land Co.», которой принадлежало три золотые шахты и 40 с лишним тысяч акров пастбищ. В то же время, личная ферма Бейли в Родезии составляла 100 миль в длину и 30 миль в ширину. Как позднее отмечал лорд Элибанк, бывший деловым партнёром Бейли, тот «обладал постоянным стремлением к соединению, насколько это возможно, целей и курсов обеих стран (Британии и Южной Африки); в этом отношении он был настоящим преемником Сесила Родса, которым он очень восхищался, и подобно ему, его основные мысли были направлены на экономическую экспансию и политическое развитие Южной Африки». Вскоре Родс не упустил возможности воспользоваться таким шансом.

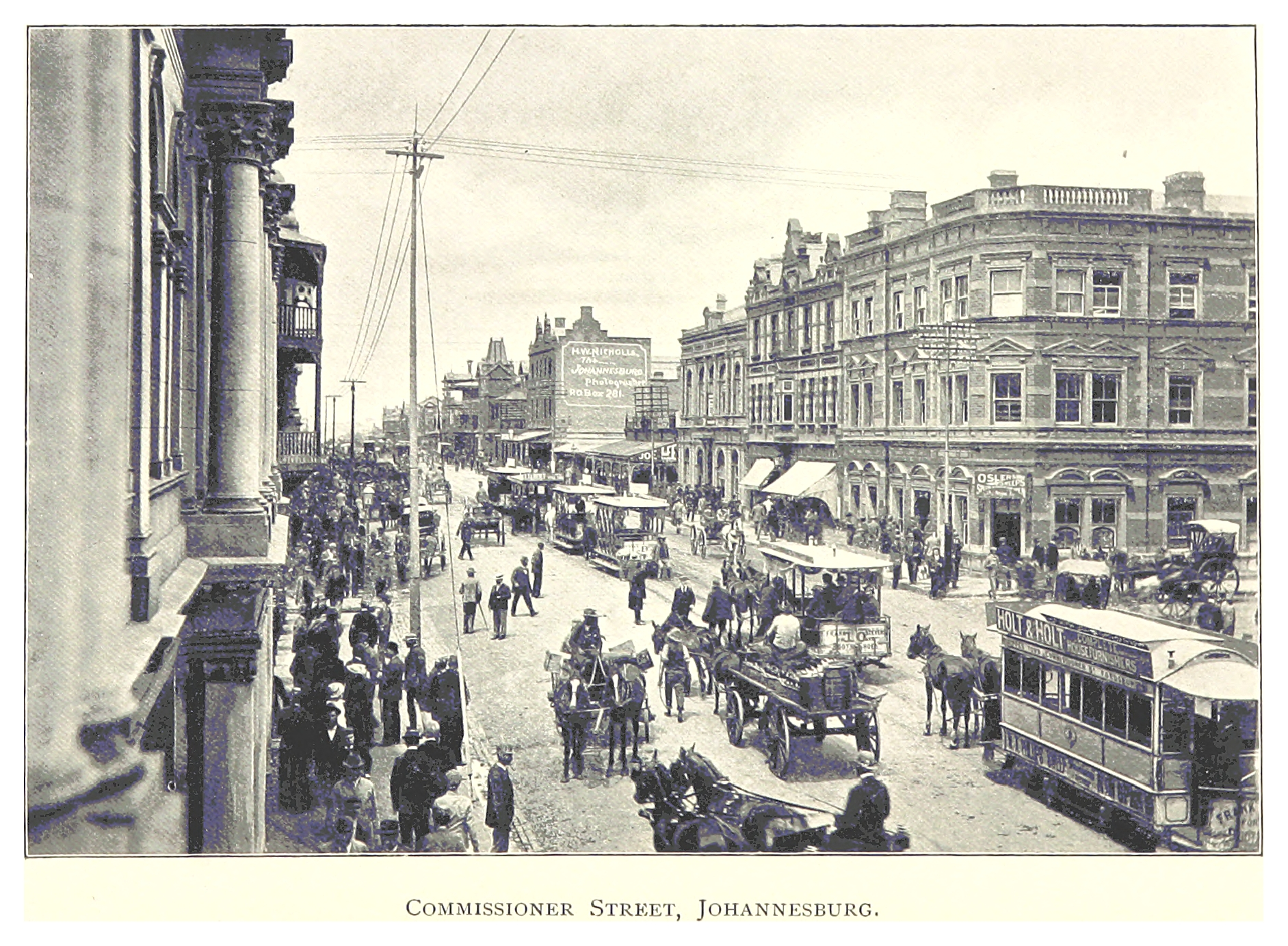
Вид на Йоханнесбург

В то время в Трансваале, фактически обанкротившемся в 1884 году, были открыты алмазные и золотые поля. Всего через пять лет доход колонии составлял 1 миллион фунтов, что было чуть меньше чем в Капской, а к 1896 году 96 процентов всего экспорта формировалось исключительно благодаря золотодобыче. Такие перемены в одном из застойных регионов Южной Африки привели к определённой социально-политической нестабильности, вызванной разногласиями бизнесменов и промышленников с теми, кто трудится на земле и разводит скот. Меж тем, Бейли занимал видное положение в Йоханнесбурге: был членом первого состава городского совета, сооснователем и членом первого совета по детскому образованию под руководством Г. С. Калдекотта, а также первым санитарным инспектором города, каждое утро ездившим вместе с местным инженером по всему Йоханнесбургу в целях ликвидации источников неприятных запахов. В 1892 году несколько уитлендеров, в том числе из окружения Бейли, образовали Трансваальский национальный союз, который практически завалил правительство ходатайствами о реформировании колонии. Союз противостоял политике президента Трансвааля Пауля Крюгера, обложившего горнопромышленников большими налогами, имевших однако и положительный эффект, заключавшийся в том, что те начали вести дела с гораздо большей эффективностью. Тем не менее, в 1894 году после обвала лондонских фондовых рынков ситуация стала критической, так как правительство не предприняло никаких шагов для снижения налогов. В 1895 году члены Союза образовали «комитет по реформе», начав планировать организацию восстания в Трансваале. После того как это движение поддержал Родс, в стороне не смог остаться и Бейли, чьи бизнес-интересы также были затронуты политикой правительства, в заговор с целью свержения которого однако были вовлечены лишь четыре из десяти золотодобывающих компаний Трансвааля.
Родс вместе с Бейтом выделил деньги на поставки оружия и агитацию среди уитлендеров, параллельно собрав около 500 человек под командованием Линдера Джеймсона на территории Родезии близ западной границы Трансвааля для последующего вторжения. В Йоханнесбург контрабандным путём было поставлено порядка пяти тысяч винтовок, три пулемёта и один миллион патронов, с помощью которых планировалось выступить в поддержку Джеймсона и захватить правительственный арсенал в Претории. Несмотря на все разговоры о восстании, у будущих революционеров не было истинного единства и твёрдого руководства, примером чего может послужить тот факт, что они рассорились даже по поводу того, под каким флагом выступить — «вирклёром» или «юнион-джеком». Этот вопрос в конечном итоге был урегулирован, но дата начала восстания была перенесена с 28 декабря 1895 года на 4 декабря 1896 года по причине того, что Йоханнесбург и Претория в рождественские праздники были наводнены приезжими африканерами. Джеймсон, чьи люди были недовольны этой задержкой, отправил Родсу телеграмму, в которой сообщил о намерении выступить ночью 29 декабря. Родс получил её днём того же дня с опозданием и отправил Джеймсону телеграмму с приказом ничего не начинать, однако послание не дошло до места назначения, так как его сторонники обрезали телеграфные провода в Мафекинге. В результате, 29 декабря Джеймсон со своими войсками перешёл границу Родезии, вступил в Трансвааль и взял путь на Йоханнесбург.

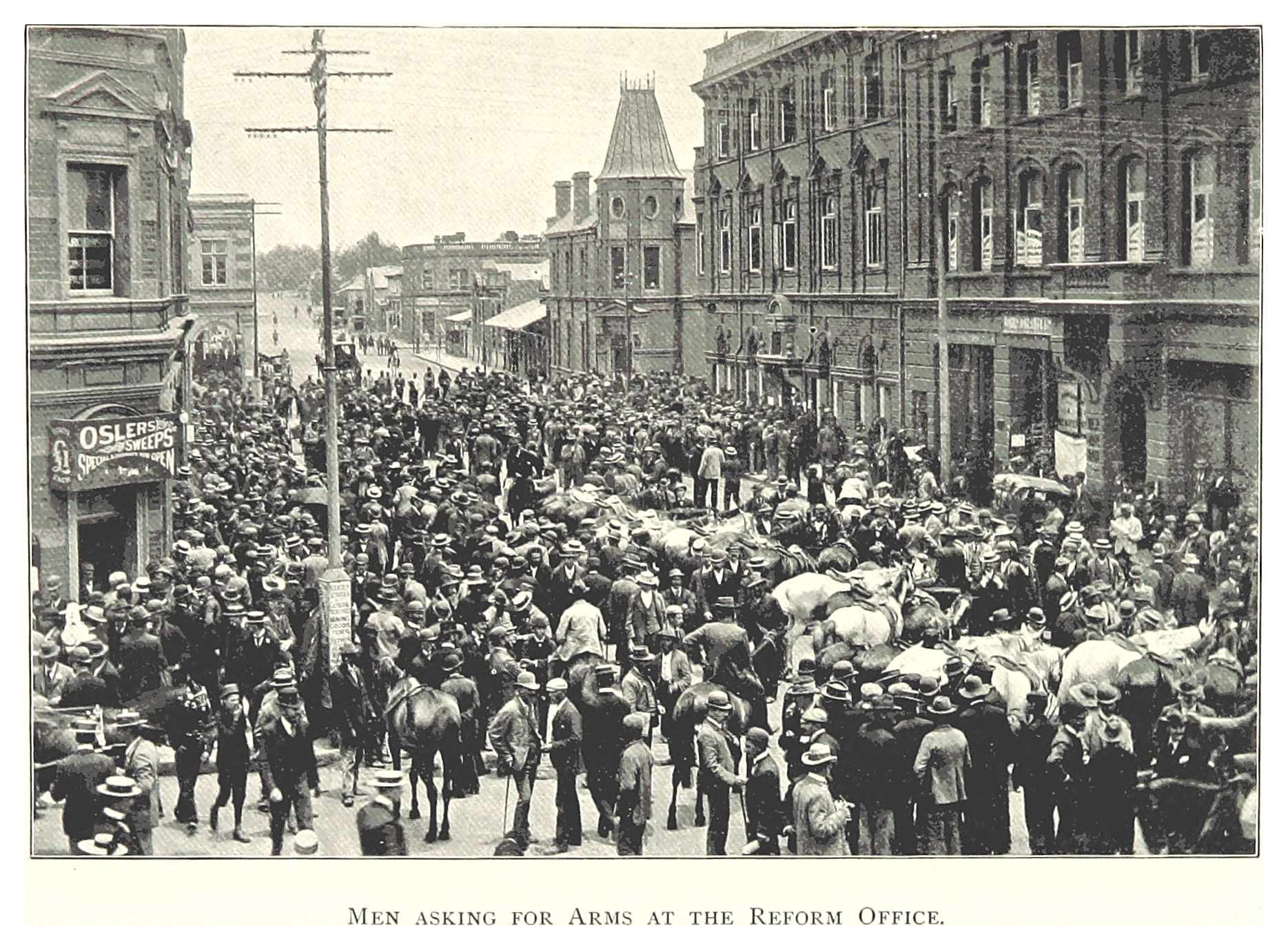
Собрание горожан у офиса комитета по реформе в Йоханнесбурге

После полудня 30 декабря Бейли получил телеграмму от некоего «Годольфина» из Кейптауна, в которой значилось: «Ветеринар говорит, что теперь с лошадьми всё в порядке; он начал прошлой ночью; свяжется с вами в среду; он говорит, что ему может потребоваться семь сотен». Бейли не знал, кто такой этот «Годольфин» и не понял смысла сообщения, ввиду чего показал телеграмму другим членам комитета, которые пришли к выводу, что она касается Джеймсона и это только поспособствовало увеличению уже существующих опасений. Впоследствии выяснилось, что отправителем был доктор Рутерфорд Харрис, который заявил, что прибёг к первому пришедшему на ум и безопасному средству передачи новости о выдвижении Джеймсона. По имеющимся данным, Бейли был членом тайного подкомитета в комитете по реформе и вследствие этого в первые дни рейда участвовал в принятии всех основных решений по обороне Йоханнесбурга. О взятии арсенала в Претории больше речи не шло, однако в Йоханнесбурге члены комитета учредили собственную полицию и организовали полувоенные формирования из горожан, заняв основные точки обороны города с населением в 100 тысяч человек. Меж тем, в Йоханнесбург в поисках убежища начали стекаться жители близлежащих окрестностей, в том числе женщины и дети, для содержания которых был создан чрезвычайный фонд, куда Бейли внёс свыше 2 тысяч фунтов стерлингов. Вечером того же дня от имени и за подписью 22 членов комитета, в том числе и Бейли, британскому верховному комиссару в Южной Африке сэру Геркулесу Робинсону была отправлена телеграмма, в которой содержалась настоятельная просьба о вмешательстве британского правительства в сложившуюся ситуацию для предотвращения гражданской войны.
31 декабря представители Крюгера встретились в Йоханнесбурге с членами комитета по реформе для обсуждения уступок со стороны правительства, где ими было принято решение отправить депутацию в Преторию. В среду 1 января, в первый день Нового года, четыре делегата комитета, среди которых был Бейли, несколько раз встречались на переговорах в Претории с комиссией из трёх человек во главе с главным судьёй Джоном Котзе, назначенной в качестве буфера между правительством Трансвааля и силами, контролировавшими Йоханнесбург. Примечательно, что Бейли стал членом депутации, так как владел голландским языком. В ходе обсуждения ситуации Филлипс, как председатель комитета, откровенно заявил представителям правительства, что силы Джеймсона идут на помощь Йоханнесбургу. В ответ один из чиновников назвал Филлипса «мятежником», однако члены депутации отметили, что у них нет средств для остановки Джеймсона, но для его беспрепятственного ухода из Трансвааля они могут предложить себя в качестве заложников. По просьбе представителей правительства эта бесхитростная делегация предоставила им список членов комитета, который в дальнейшем пригодится при их арестах. Выяснив всю возможную информацию, главный судья заявил, что он и его коллеги не уполномочены принимать никаких решений. Позже правительство Трансвааля выпустило заявление, в котором было выражено согласие на осуществление миротворческой миссии со стороны комиссара Робинсона, а также отмечено, что «в ожидании его прибытия не будет предпринято никаких шагов против Йоханнесбурга при условии, что Йоханнесбург не предпримет никаких враждебных действий против правительства». В то же время депутация вернулась в Йоханнесбург, где Филлипс на митинге заявил о заключении перемирия и сообщил о надежде членов комитета на прибытие Джеймсона с войсками, после чего в городе начались празднования.

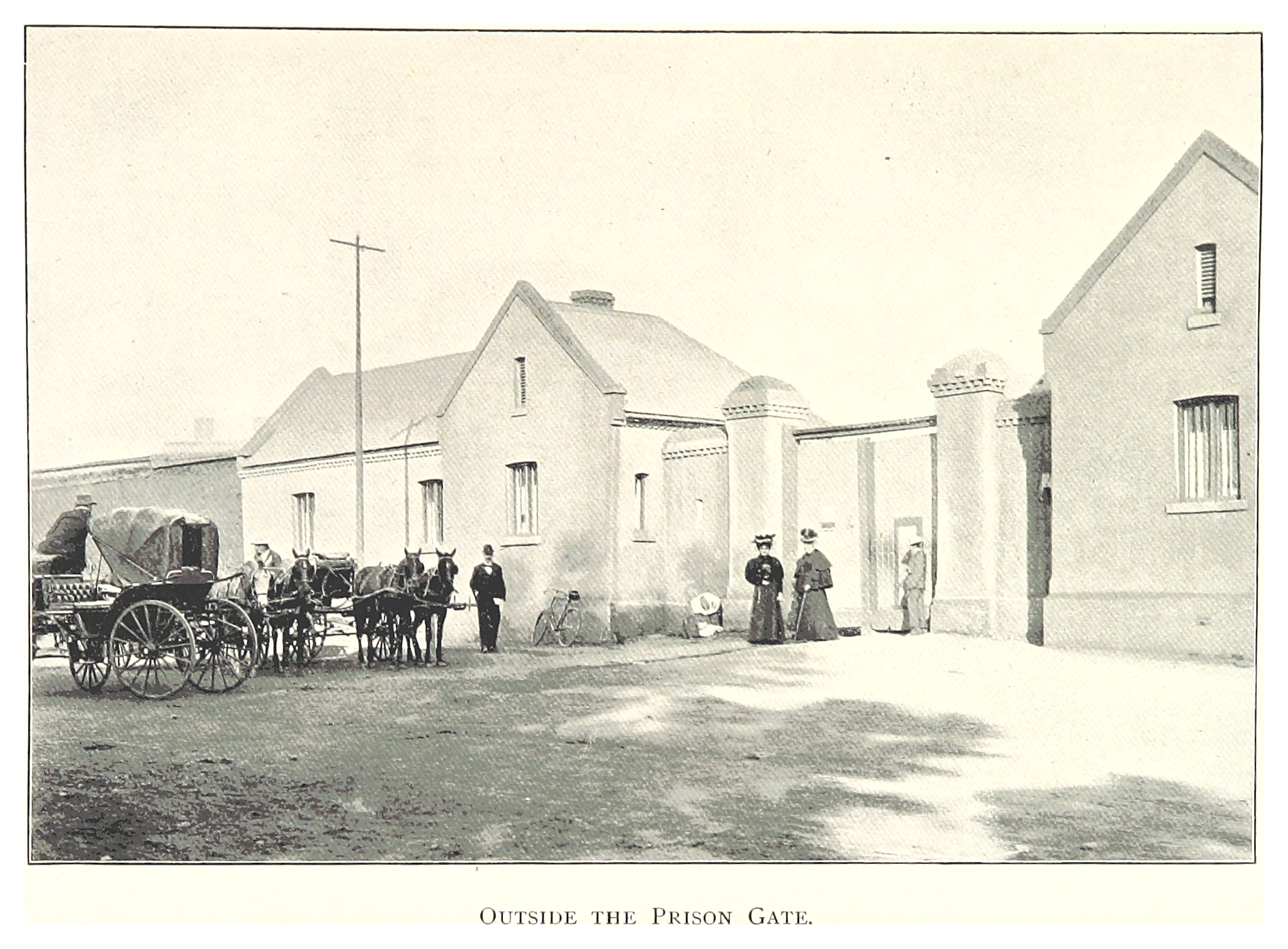
Тюрьма в Претории

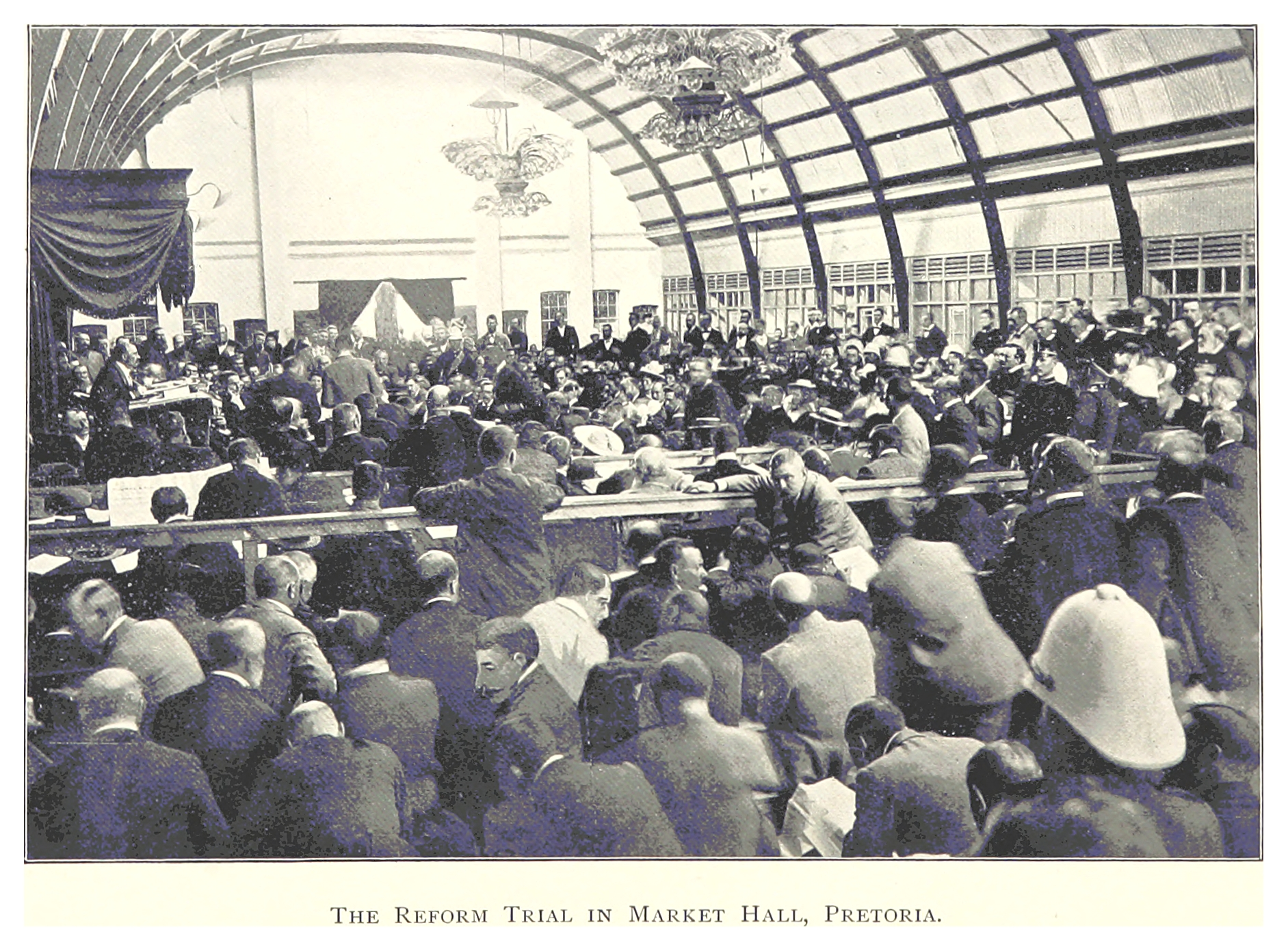
Судебное заседание Высокого суда в здании рынка Претории

2 января, через четыре дня после начала рейда, Джеймсон со своими войсками капитулировал, будучи окружённым силами генерала Пита Кронье в Дорнокопе, что в окрестностях Крюгерсдорпа. Несмотря на вступление правительственных войск в Йоханнесбург, в течение недели в условиях хаоса комитет всё ещё продолжал руководить городом. 9—10 января 64 члена комитета, в том числе и Бейли, были арестованы в Йоханнесбурге на основании списков, а затем этапированы по железной дороге в тюрьму в Претории, где столкнулись с агрессивной толпой буров. Сам Родс подал в отставку с поста премьер-министра Капской колонии в связи с политическим кризисом, возникшим по причине его причастности к рейду, а затем отбыл в Англию. Арестованные сидели в антисанитарных условиях по несколько человек в камерах размерами 9 на 5 футов с одним маленьким зарешёченным окном для вентиляции, с глиняным полом и матрасами из соломы. Позже правительство отпустило некоторых лидером восстания под залог 10 тысяч фунтов стерлингов при условиях их проживания в доме в Претории под охраной, которая оплачивалась за их же счёт. Бейли просидел в тюрьме несколько недель, деля камеру с майором Генри Баттельхеймом, с которым очень сдружился. 28 апреля Высокий суд Трансвааля под председательством судьи Рейнхолда Грегоровски на заседании в здании рынка в Претории приговорил по обвинению в государственной измене четырёх лидеров восстания к смертной казни, но президент Крюгер заменил каждому данное наказание на штраф в размере 25 тысяч фунтов стерлингов, причём за всех заплатил из своих средств лично Родс. Остальные же, в том числе и Бейли, были приговорены к 2 годам заключения, однако и им наказание также было заменено на штраф, но уже в 2 тысячи фунтов. Это стало возможным в том числе благодаря помощи отца Бейли, который был другом Крюгера. Из 64 человек за время нахождения в тюрьме один скончался, другому по болезни был отменён приговор, двое отказались платить, в результате чего от 4-х оставшихся правительство Трансвааля получило в общей сложности 100 тысяч фунтов, а от 56-ти — ещё 112 тысяч. 30 мая все заключённые были выпущены из тюрьмы под обязательство вести себя как законопослушные граждане и ни прямо, ни косвенно вмешиваться во внутренние или внешние дела Трансвааля. После освобождения Бейли с большинством своих товарищей уехал в Англию, однако в том же году вернулся в Йоханнесбург, где снова занялся бизнесом. Впоследствии он никогда не сожалел о своём участии в комитете по реформе и причастности к рейду Джеймсона, однако стал поддерживать политику примирения между голландско— и англоязычными белыми южноафриканцами ради будущего как Южной Африки, так и Британской империи в целом. В конечном итоге, именно рейд Джеймсона привёл к началу англо-бурской войны, положившей конец эволюционному процессу объединения различных частей Южной Африки в единое целое.

## Личная жизнь

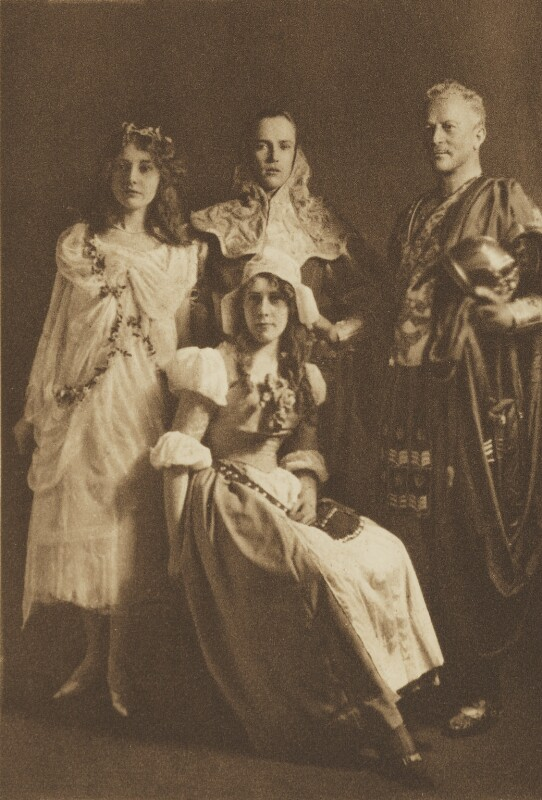
Баронет Бейли с семьёй. Шекспировский мемориальный костюмированный бал, Альберт-холл, 20 июня 1911 года.

Уехав в Англию, 17 июля 1894 года в церкви Святого Варфоломея в Сайденхэме Эйб Бейли женился на Кэролайн Мэри Паддон (р. 1874), дочери эсквайра Джона Паддона, уроженца Сайденхэма и торговца из Кимберли. Через несколько месяцев чета Бейли приехала в Йоханнесбург, поселившись в элитном пригороде Белгравия в доме под названием «Клюэр-хаус». Своего первого ребёнка, при том, что это была дочь, Бейли назвал в честь Сесила Родса, который был её же крёстным отцом. Второго ребёнка, на этот раз сына, он тоже назвал именем Родса, но уже его вторым, тогда как второе имя дал в честь Альфреда Милнера, крёстного отца. Всего у четы Бейли было двое детей:
- Сесиль Маргарита Сидуэлл Бейли (род. 8 июня 1895)[5][125]. В 1919 году вышла замуж за майора Королевского армейского медицинского корпуса Уильяма Фрэнсиса Кристи, второго сына миссионера Дугалда Кристи[англ.], члена Королевского колледжа врачей и кавалера ордена Святого Михаила и Святого Георгия[129][125]. Скончалась 29 июня 1962 года в возрасте 67 лет[130].
- Джон Милнер Бейли (род. 15 июня 1900)[125]. Был трижды женат[131][132]. В 1932 году женился на Диане Спенсер-Черчилль[англ.], старшей дочери Уинстона Черчилля[133][134]. В 1935 году развёлся[135][131]. В 1939 году женился на Мюриел Серефин Маллинс, дочери американского мебельщика Джеймса Генри Маллинса, имевшей дочь Диану от своего бывшего мужа польского графа Александра Орловского[135][136][137]. После кончины отца в 1940 году стал 2-м баронетом Бейли[135][125]. В 1945 году развёлся, а затем женился на Стелле Мэри Чиаппини, дочери чиновника Карла дю Плесси Чиаппини[135][138][139]. Спустя девять месяцев после женитьбы, 13 февраля 1946 года скончался в возрасте 45 лет, не оставив потомства, ввиду чего его линия наследования баронетства на нём же и пресеклась[125][139][140].

23 марта 1902 года жена Бейли скончалась в возрасте 27 лет. 5 сентября 1911 года в церкви Святой Троицы на Слоун-стрит в Лондоне он вступил во второй брак, женившись на Мэри Вестенра (р. 1890), единственной дочери Деррика Вестенра, 5-го барона Росмора. 46-летний вдовец Бейли взял в жёны девушку, которой должен был исполниться 21 год, при том, что его дочери самой-то было 16 лет. В свадьбе приняли участие южноафриканские горные магнаты и представители британской аристократии, включая графов и герцогов, а невесту под венец вёл лично её отец барон Росмор. Узнав о том, что церковный орган находится на ремонте, Бейли на свои средства взамен него купил новый временный. Также, на приёме в доме лорда Тредегара на Портман-сквер, он одарил свою невесту всевозможными подарками — алмазной тиарой, сапфировой бутоньеркой, длинной ниткой жемчуга, кольцами, брошами, серьгами и браслетами с бриллиантами и другими драгоценными камнями. Медовый месяц чета Бейли провела в имении Росморов в графстве Монахан, а затем отбыла в Южную Африку. У четы Бейли было пятеро детей — два сына и три дочери:
- Митти Мэри Старр Бейли (род. 1 августа 1913)[125]. Трижды была замужем[151][152]. В 1934 году вышла замуж за Робина Гранта Лоусона, второго сына сэра Джона Гранта Лоусона[англ.], 1-го баронета Лоусона[англ.][125][151]. В 1935 году развелась, а затем вышла замуж за Уильяма Фредерика Ллойда[125][152]. В 1947 году развелась, затем вышла замуж за Джорджа Эдварда Фредерика Роджерса, а в 1958 году развелась и с ним[153][152]. Скончалась 10 апреля 1961 года в возрасте 47 лет[153][152].
- Деррик Томас Луис Бейли[англ.] (род. 15 августа 1918)[129]. Играл в крикет на профессиональном уровне, служил в Южно-Африканских ВВС и Королевских ВВС Великобритании, в годы Второй мировой войны был награждён крестом «За выдающиеся лётные заслуги»[154][155]. После кончины сводного брата от первого брака своего отца в 1946 году стал 3-м баронетом Бейли[156][155]. Был дважды женат[157][158]. В 1946 году женился на Кэтрин Нэнси Дарлинг, дочери Роберта Стормонта Дарлинга, крикетиста и юриста из Келсо[159][157][160]. Имел четырёх сыновей и дочь, но впоследствии развёлся[157][154]. В 1980 году женился на Джин Роско, кузине актрисы Энн Тодд, но в 1990 году развёлся[161][157][154]. Скончался 19 июня 2009 года в возрасте 90 лет[154][162]. Титул наследовал его старший сын Джон Ричард Бейли (род. 11 июня 1947), являющийся и поныне 4-м баронетом Бейли[157][154][163].
- Энн Эстер Зиа Бейли (род. 15 августа 1918, в двойне)[125]. В 1939 году вышла замуж за Пирса Николаса Неттервилла Синнотта, сына управляющего «Bank of Ireland» Николаса Джозефа Синнотта, будущего помощника заместителя государственного секретаря[англ.] при министерстве обороны, компаньона ордена Бани, кавалера норвежского ордена Святого Олафа, рыцаря Мальтийского ордена[164][165][166][167]. Имели одного сына — Дэвид Джеймс Пирс (р. 1941)[168][164], а в 1948 году развелись[168][169]. Скончалась 3 октября 1979 года в возрасте 61 года[170].
- Джеймс Ричард Эйб Бейли[англ.] (род. 23 октября 1919)[125]. Кавалер креста «За выдающиеся лётные заслуги», бакалавр искусств колледжа Крайст-черч, борец с апартеидом[171][172][173]. Был дважды женат[171][174]. В 1958 году женился на Джиллиан Мэри Паркер, имел сына — Джонатан Элкуин Эйб (р. 1959), развёлся в 1963 году[171][157]. В 1964 году женился на Барбаре Луизе Эпстайн, с которой имел двух детей — Аларик Джеймс Эйб (р. 1965), Просперо Джеймс Томас (р. 1969)[171][157]. Скончался 29 февраля 2000 года в возрасте 80 лет[157][172].
- Норин Хелен Розмари Бейли (род. 27 июля 1921)[125]. Дважды была замужем[175][176]. В 1941 году вышла замуж за подполковника авиации[англ.] Питера Анкера Симмонса, участника Второй мировой войны и дважды кавалера креста «За выдающиеся лётные заслуги»[125][168][177][178]. Имела двух детей: Ричард Джеймс (р. 1944), Норин Старр (р. 1941; вторая жена сэра Вивиана Нейлор-Лейланда[англ.], 3-го баронета Нейлор-Лейланда[англ.], с которым имела дочь — Клеони Мэри Вероника (р. 1968)[175][171][179]). В 1947 году, после смерти мужа в результате авиакатастрофы, вышла замуж за графа Питера Кристиана Рабен-Леветзау[дат.], сына графа Зигфрида Рабен-Леветзау[125][168]. Имела двух детей: Александра Луиза (р. и ум. 1948), Пол Майкл (р. 1949)[175][171]. В 1951 году развелась[175][171]. Скончалась 26 июля 1999 года в возрасте 77 лет[171][180].

## Комментарии
1. ↑  Автор — миссионер Уилфред Гренфелл[28].
2. ↑  Мысль, изречённая Соломоном Ротшильдом[34].